# 27510 Lisaactor
27510 Lisaactor è un asteroide della fascia principale. Scoperto nel 2000, presenta un'orbita caratterizzata da un semiasse maggiore pari a 2,6695799 au e da un'eccentricità di 0,0940691, inclinata di 9,53962° rispetto all'eclittica.